# John O’Donoghue (Politiker)

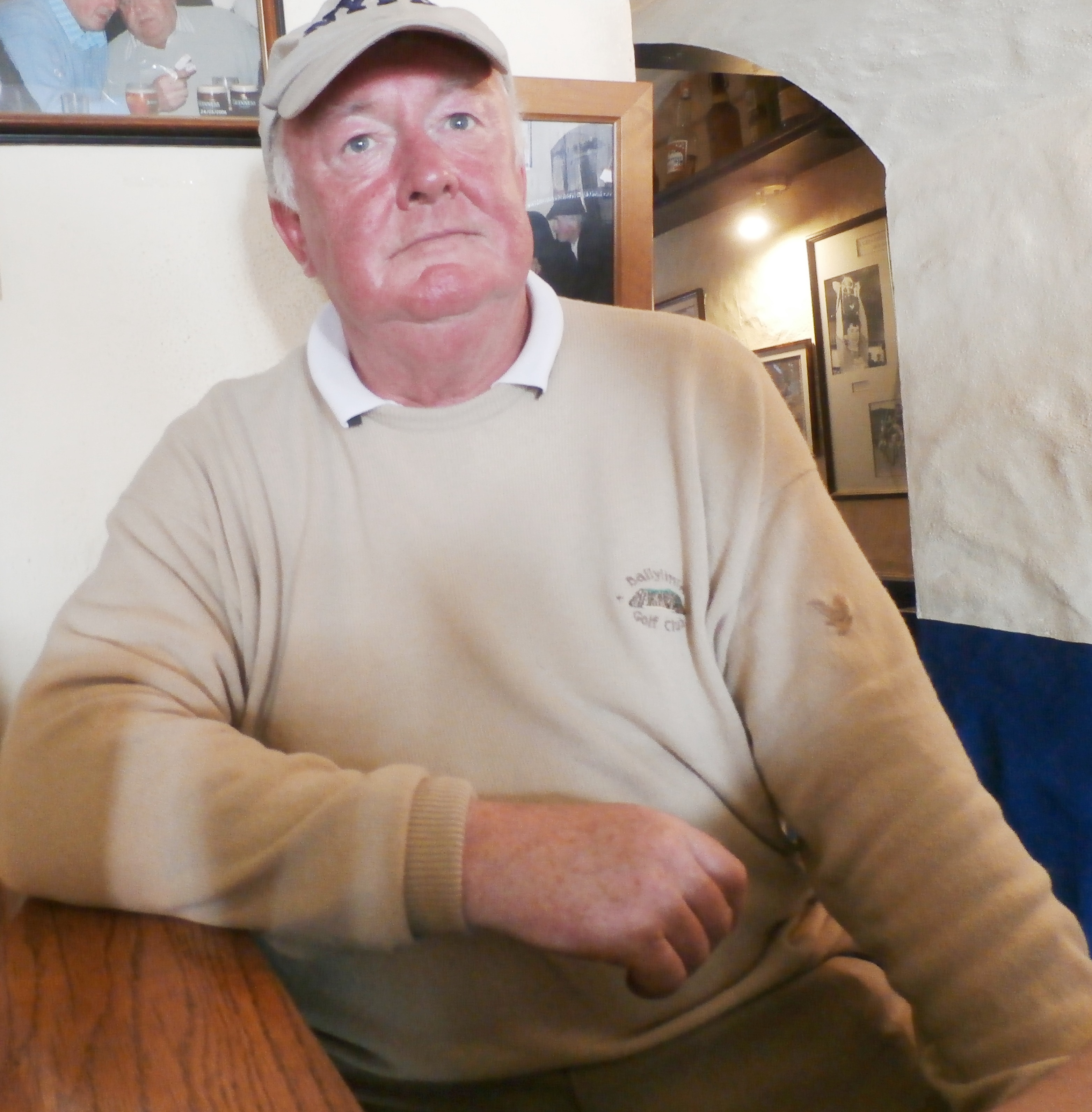
John O’Donoghue (2015)

John O’Donoghue (irisch Seán Ó Donnchú, * 28. Mai 1956 in Cahersiveen, County Kerry) ist ein irischer Politiker der Fianna Fáil und gehörte von 1987 bis 2011 dem Dáil Éireann, dem Unterhaus des irischen Parlaments, an.

## Biografie
O’Donoghue studierte Rechtswissenschaften am University College Cork und erhielt dort 1976 seinen Bachelor of Civil Law sowie dann 1977 seinen Bachelor of Laws. 1978 wurde er als beratender Rechtsanwalt (Solicitor) zugelassen und arbeitete als solcher in seiner Heimatstadt Cahersiveen.
Seine politische Laufbahn begann O’Donoghue 1981, als er erstmals für die Fianna Fáil bei den Wahlen zum 22. Dáil Éireann antrat. Es gelang ihm jedoch nicht, ein Mandat zu erringen, und auch bei den nächsten zwei Wahlen im Februar sowie im November 1982 hatte er keinen Erfolg. Stattdessen wurde er 1985 in das Kerry County Council gewählt und gehörte diesem bis 1997 an. In dieser Zeit war er 1990 auch dessen Vorsitzender. Bei den Wahlen zum 25. Dáil im Jahr 1987 gelang es O’Donoghue schließlich, als Kandidat der Fianna Fáil erstmals in den Dáil Éireann gewählt zu werden.
Zwischen November 1991 und Februar 1992 war er unter Taoiseach Charles Haughey Staatsminister beim Finanzminister und als solcher besonders verantwortlich für öffentliche Arbeiten. Taoiseach Bertie Ahern berief ihn dann am 26. Juni 1997 zum Minister für Justiz, Gleichstellung und Rechtsreformen. Im Rahmen einer Kabinettsumbildung übernahm er am 6. Juni 2002 das Amt des Ministers für Kunst, Sport und Tourismus.
Nach den Unterhauswahlen vom 24. Mai 2007 wurde er am 14. Juni 2007 als Nachfolger seines Parteifreundes Rory O’Hanlon neuer Vorsitzender (Ceann Comhairle) des Dáil Éireann. Am 13. Oktober 2009 trat er von seinem Amt zurück, nachdem er wegen umstrittener Spesenabrechnungen in die Kritik geraten war.
O’Donoghue ist verheiratet und Vater zweier Söhne und einer Tochter.